# Керсакосу (Васлуј)
Керсакосу (рум. Chersăcosu) насеље је у Румунији у округу Васлуј у општини Станилешти. Oпштина се налази на надморској висини од 38 m.

## Становништво
Према подацима из 2002. године у насељу је живело 549 становника, од којих су сви румунске националности.